# Podocarpus novae-caledoniae
Podocarpus novae-caledoniae — вид хвойних рослин родини подокарпових.

## Поширення, екологія
Країни поширення: Нова Каледонія. Обмежується південними масивами Нової Каледонії від 50 до 725 м, як правило, вздовж водотоків.

## Загрози та охорона
Може бути зниження якості середовища проживання через збільшення частоти пожеж, але не відомо, чи є загрозою для цього виду чи ні. Цей вид зустрічається в кількох охоронних територіях в південній Новій Каледонії.